# Francisco González de la Vega
Francisco González de la Vega e Iriarte (Victoria de Durango, Durango; 3 de diciembre de 1901-Ciudad de México, 3 de marzo de 1976) fue un jurista, profesor, escritor, diplomático y político mexicano. Se desempeñó como procurador general de la República de 1946 a 1952 durante la presidencia de Miguel Alemán Valdés y como gobernador de Durango de 1956 a 1962. Impartió clases en la Universidad Nacional Autónoma de México y en la Escuela Libre de Derecho y publicó diversos libros de derecho, como su clásico Derecho Penal Mexicano.

## Biografía
En el cargo de procurador General de la República ha sido distinguido por su rectitud, como Gobernador del Estado de Durango se considera de gran beneficio para el estado. Es autor del “El Código Penal Comentado", puesto al día conforme a sus reformas y concordado con la jurisprudencia definida de la Suprema Corte de Justicia de la Nación y sus Tesis.
Sus intereses le llevaron a participar en diferentes empresas culturales y educativas. En 1929 se adhirió al claustro docente de la Escuela Bancaria del Banco de México donde se capacitó a sus empleados en las funciones de la banca central.
Años después en 1932 se independiza y en agosto funda la Escuela Bancaria y Comercial. Francisco González de la Vega, junto a personalidades como Manuel Gómez Morin, Agustín Loera y Chávez, Alejandro Prieto Llorente, Alfredo Chavero e Híjar, Miguel Palacios Macedo, Alfonso Caso, Roberto Casas Alatriste y Tomás Vilchis aperturan la carrera de Contador Privado, al tiempo que crean la primera institución privada dedicada a la enseñanza de la contabilidad y al estudio de las finanzas en México.